# Punta-taco

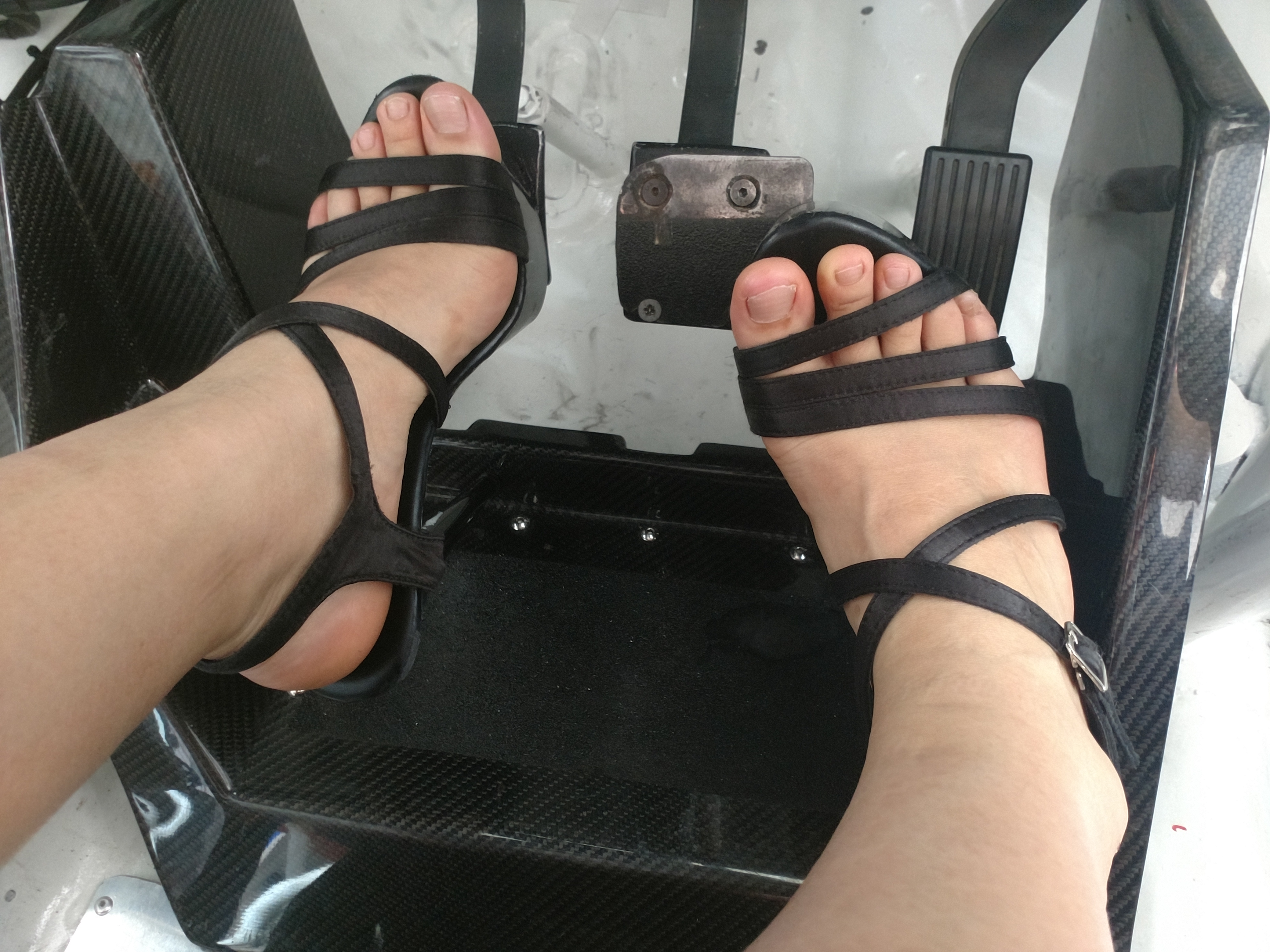
"Punta-tacco". Técnica de condução que consiste em utilizar o freio e o acelerador simultaneamente.

A redução ou diminuição conhecida como punta-tacco é um ato para ganhar tempo no contorno de curvas. Durante o punta-tacco, você estará controlando o volante com a mão esquerda, trocando de marcha com a mão direita, pisando na embreagem com o pé esquerdo e acionando simultaneamente os pedais de freio e acelerador - tudo exatamente ao mesmo tempo, somente assim será possível efetuar a passagem do carro nas curvas da formar correta.

## Preparação
Leva algum tempo para se acostumar, e é preciso muita repetição até que a manobra se torne automática. No início demanda uma grande concentração. Você está fazendo uma porção de coisas ao mesmo tempo. Além de estar usando todos os controles, você também precisa estar atento à aderência dos pneus durante a frenagem, procurando seus pontos de referência de curva, e para piorar, se você estiver na corrida, você pode precisar controlar o tráfego. Entretanto, após alguns finais de semana de prática, você terá pegado a mão da manobra e poderá se desligar das suas mãos e pés para se concentrar na pista.
Nas ruas quando você estiver se aproximando da esquina, você provavelmente foi ensinado a frear completamente antes da curva, percorrer a curva no neutro, e só então quando você começa a endireitar o carro depois da curva, reduzir a marcha e recomeçar a acelerar. Isso funciona na rua, mas é um procedimento absurdamente lento para a pista de corrida.
Em competição, o tempo gasto na transição da frenagem para a aceleração deve ser reduzido ao mínimo possível. Você está correndo! Você não quer gastar um monte de tempo enquanto troca de pedais (mesmo que seja apenas meio segundo). Para maximizar a velocidade e suavidade através da curva, é necessário executar algumas acrobacias no cockpit e operar o volante, câmbio, embreagem, freio e acelerador todos ao mesmo tempo. E esta perda de tempo é pior quando se pensa que, o carro será obrigado a retomar a velocidade de reta, por mais potente que seja o motor, um exemplo disso, é quando uma pessoa está andando de bicicleta em uma velocidade constante, ou seja, sem parada para freiar. Embora ela ande mais rápido que uma outro andando e parando, ela se cansaria menos, pois não forçaria suas pernas para retomar a velocidade.
Na pista, quando você se aproxima de uma curva, seu pé direito deixa o pedal do acelerador e pressiona o pedal de freio com a sola do pé. Antes do final da freada, você precisa trocar as marchas de maneira que ao liberar o freio você possa retornar imediatamente a aceleração. Quando a frenagem está quase completa, seu pé esquerdo aciona a embreagem, e sua mão direita reduz a marcha. Entretanto, enquanto você estava desacelerando, a rotação do motor caiu. Se você soltar a embreagem nesse ponto, o carro irá balançar bruscamente já que o motor funciona como um enorme freio. Se você estiver próximo do limite de aderência (onde você realmente deveria estar), você irá perder o controle do carro. Para evitar isso, alguma coisa deve elevar novamente o giro do motor até a rotação correta antes de soltar a embreagem. O pé direito é o que está mais perto, então é o eleito para cutucar o acelerador. Apesar do pé direito estar ocupado freando, você desloca seu calcanhar direito por sobre o acelerador e dá uma leve acelerada (também chamada de “blip”) para girar o motor enquanto o pé esquerdo libera a embreagem (a ponta do pé direito continua no freio). A intensidade do blip e o momento de liberar a embreagem devem ser aperfeiçoados até que ocorra um a transição perfeitamente suave quando a embreagem reconectar o motor. Enquanto isso, o calcanhar é retirado do acelerador e a ponta do pé direito continua no freio, agora aliviando a pressão à medida que o carro se aproxima do ponto de tomada da curva. As reduções de marchas deveriam estar terminadas antes do final da frenagem, e antes da tomada da curva. Como o motor e a transmissão já estão conectados e a pressão no pedal de freio já está reduzida, a tomada de curva se dá quando o pé realiza uma suave transição de volta ao acelerador. No princípio apenas o mínimo de aceleração necessária é aplicada para manter a velocidade inicial da curva, e então gradualmente aumenta ao sair da curva.
É possível realizar a manobra de forma invertida (tacco-punta), a qual difere pela disposição do pé direito, onde o calcanhar aciona os freios, enquanto a ponta do pé é que aplica a força no pedal do acelerador. 

### Etapas
1. Tire o pé direito do acelerador e pressione o pedal do freio.
2. Um pouco antes do final da freada, o pé esquerdo aciona a embreagem.
3. A mão direita reduz a marcha (a esquerda continua no volante).
4. O pé direito ainda está acionando, porém reduzindo a pressão no freio, e gira para que o calcanhar se posicione sobre o canto do acelerador.
5. O calcanhar direito pressiona rapidamente o acelerador para subir o giro do motor (aponta do pé ainda está no freio, aliviando ainda mais a pressão).
6. O pé esquerdo libera a embreagem, o pé direito fora do acelerador.
7. O pé direito termina a frenagem.
8. O pé direito escorrega de volta para o acelerador e retoma sua posição normal apenas para fazer alguma pressão de modo a manter a velocidade do carro através da primeira parte da curva. Então acelera para a saída da curva.

Toda a sequência acima, da segunda a ultima etapas leva menos de meio segundo. Isso exige muito treino até acertar. A ideia geral é fazer a transição entre frenagem e aceleração quase sem perda de tempo e com perfeita suavidade. Executada corretamente, não devem acontecer trancos durante a redução e retomada da aceleração.